# Victory Sportif Club
Ne pas confondre avec le Victory Sports Club, club de football des Maldives
Le Victory Sportif Club est un club haïtien de football basé à Port-au-Prince. 

## Histoire
Le Victory SC est fondé le 7 mars 1947. Il débute au plus haut niveau national lors de l'édition 2003 du championnat, terminant le tournoi Ouverture à l'avant-dernière place. Il parvient à redresser la barre lors du tournoi suivant, achevé à une surprenante deuxième place, derrière le Roulado FC. La consécration arrive en 2011 lorsque le Victory remporte le tournoi de Clôture, 
Le club compte également à son palmarès trois Coupe d'Haïti, remportées en 1954, 1963 et en 2010.
Au niveau continental, le Victory SC découvre le CFU Club Championship après son succès en Ligue Haïtienne lors du tournoi Clôture 2011. Qualifié en compagnie du Baltimore SC, vainqueur du tournoi suivant, il termine en tête de sa poule lors du premier tour mais voit son parcours s'arrêter lors du second tour de poules, devancé par les formations d'Antigua Barracuda et du W Connection FC.

## Palmarès
- Championnat d'Haïti :
  - Vainqueur du tournoi Clôture 2010-2011

- Coupe d'Haïti :
  - Vainqueur en 1954, 1963 et 2010

## Grands noms
- Henri Françillon, gardien de but de la sélection haïtienne qualifiée pour la phase finale de la Coupe du monde 1974 en Allemagne de l'Ouest, a porté les couleurs du club durant toute sa carrière, excepté lors de la saison qui a suivi la compétition mondiale, où Françillon a joué pour le club allemand du TSV 1860 Munich en deuxième division.
- Ernst Jean-Baptiste
- Léonel Saint-Preux